# Place du Foin
Ne doit pas être confondu avec Place au Foin.
La place du Foin (en alsacien : Heiplätzel) est un espace public de Strasbourg situé dans le quartier de la Krutenau. 

## Situation et accès
Plusieurs rues convergent vers la place : à l'ouest, depuis le quartier historique de la Krutenau : la rue des Balayeurs, la rue Paul-Janet et la rue de l'Abreuvoir ; à l'est, depuis l'Esplanade et les bâtiments universitaires, des voies  plus récentes, telles que la rue du Général-Zimmer et la rue Pierre-Montet.
Un grand espace vert créé en 1990 sur le site de l'ancienne école normale d'institutrices protestantes, le square Président-Allende, lui est perpendiculaire.

## Histoire et origine du nom

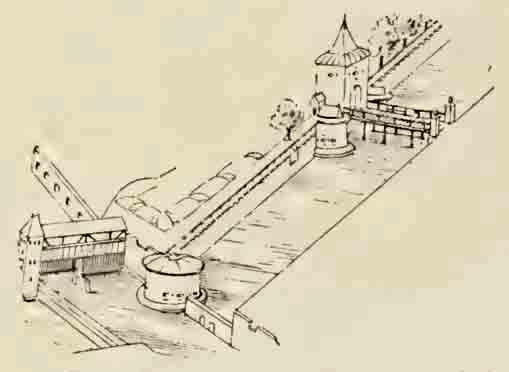
La Porte Neuve et ses environs en 1576.

En 1580 l'emplacement est désigné comme : Beim Neuen Thor, St Johannisthor genannt (près de la Porte Neuve, également nommée porte Saint-Jean). Cette « nouvelle porte », édifiée en 1530, fut démolie en 1682 lors de la construction de la Citadelle après l'annexion de la ville par le royaume de France.
Au XVIIIe siècle elle devient la « place des Grands Capucins », en référence au couvent des Capucins, ainsi nommés pour les distinguer des Petits Capucins installés dans la rue Sainte-Barbe. Au moment de la Révolution, elle est renommée « quartier de Beauvais », puis « place des Hangars ».
La référence au foin (Heu) n'apparaît qu'au début du XIXe siècle, en lien avec l'installation d'une balance à foin (Heuwaage) permettant aux paysans de ravitailler les écuries militaires. Avant d'être transférée sur la place, cette balance se trouvait à l'entrée de l'actuelle rue Paul-Janet (1747). On trouve alors : place aux Foins (1817), place du Foin (1849), bei der Heu-Wage (1872), Heuplatz (1875), place du Foin (1918), Heuplatz (1940) et, à nouveau, place du Foin depuis 1945.

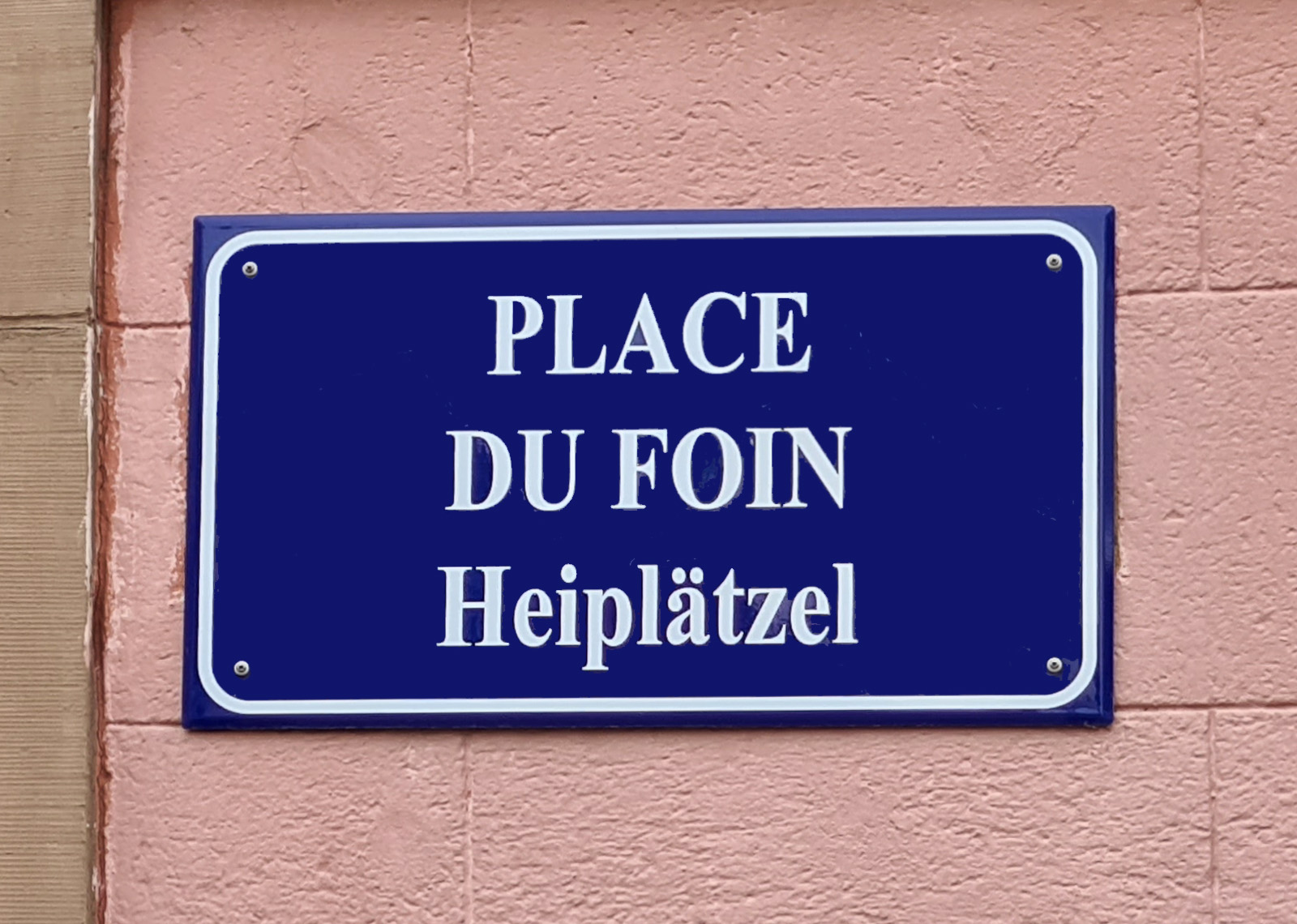
Plaque bilingue, en français et en alsacien.

À partir de 1995, des plaques de rues bilingues, à la fois en français et en alsacien, sont mises en place par la municipalité lorsque les noms de rue traditionnels étaient encore en usage dans le parler strasbourgeois. Le nom de la place est alors sous-titré Heiplätzel.
En 2021 la Ville et l'Eurométropole lancent une consultation de la population en vue du réaménagement de la place.

## Bâtiments remarquables
Une grande maison à colombages du XIXe siècle forme l'angle avec le no 2 de la rue des Balayeurs.
no 2Cet immeuble néoclassique construit en 1818 est doté d'une grande porte cochère.
no 3La propriété est attestée au XVIIe siècle. En 1839, Auguste Jacoutot (1800-1879), instituteur et philanthrope, y ouvre un institut pour sourds-muets qui sera transféré à la Robertsau quelques années plus tard. L'École normale des institutrices protestantes de Strasbourg, créée en 1846,, s’y installe en 1858.
Le Ministère de la Culture fait démolir la bâtisse en 1972 pour construire une école d'architecture sur cet emplacement, mais ce projet ne verra jamais le jour et le terrain devient une aire de jeu.
no 4Avec un rez-de-chaussée surmonté de quatre niveaux, l'immeuble a été construit en 1878, puis transformé au lendemain de la Seconde Guerre mondiale. Sa façade latérale, dépourvue d'ouvertures, donne sur le square Président-Allende.

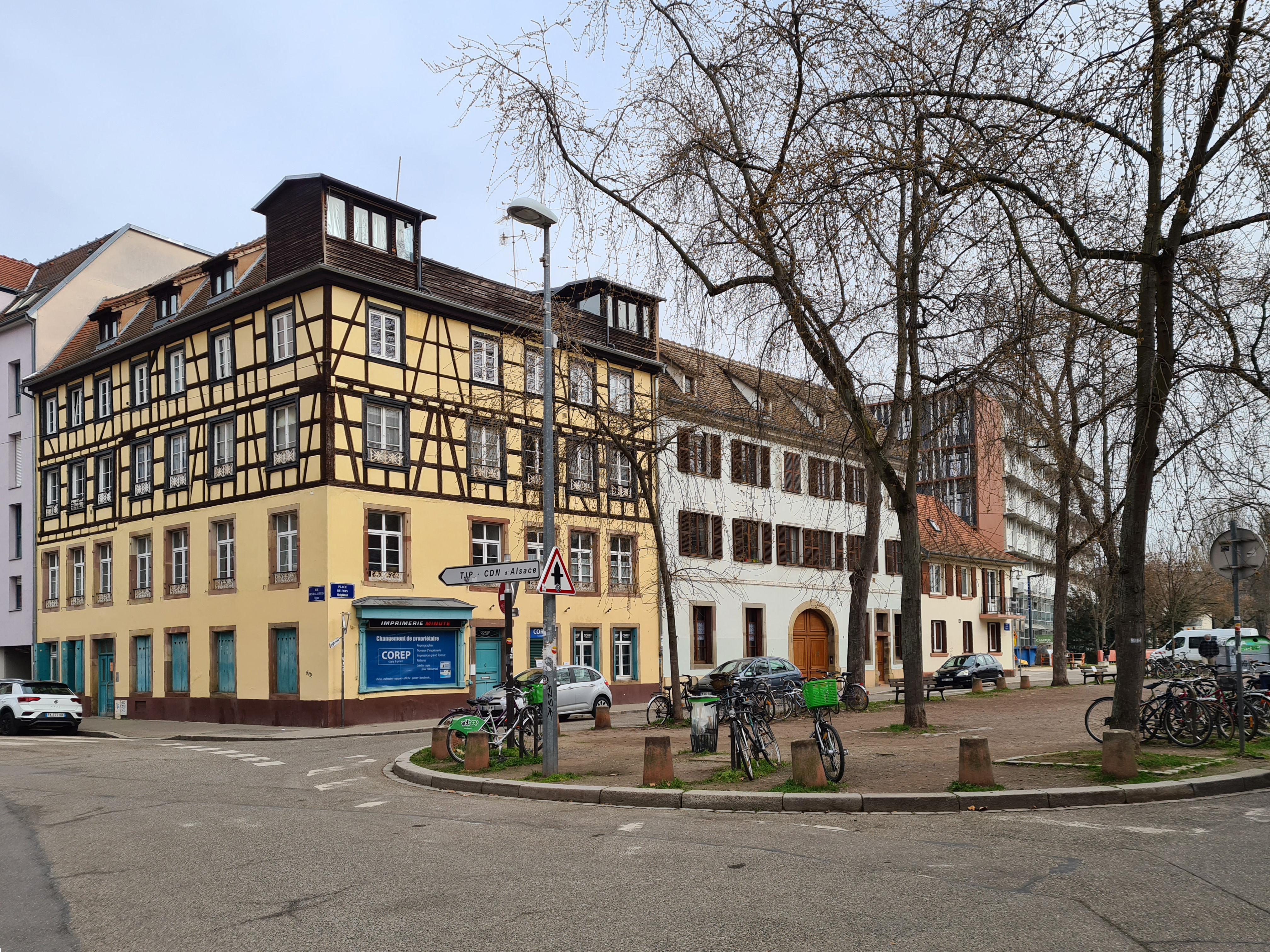
Maison à l'angle de la rue des Balayeurs.
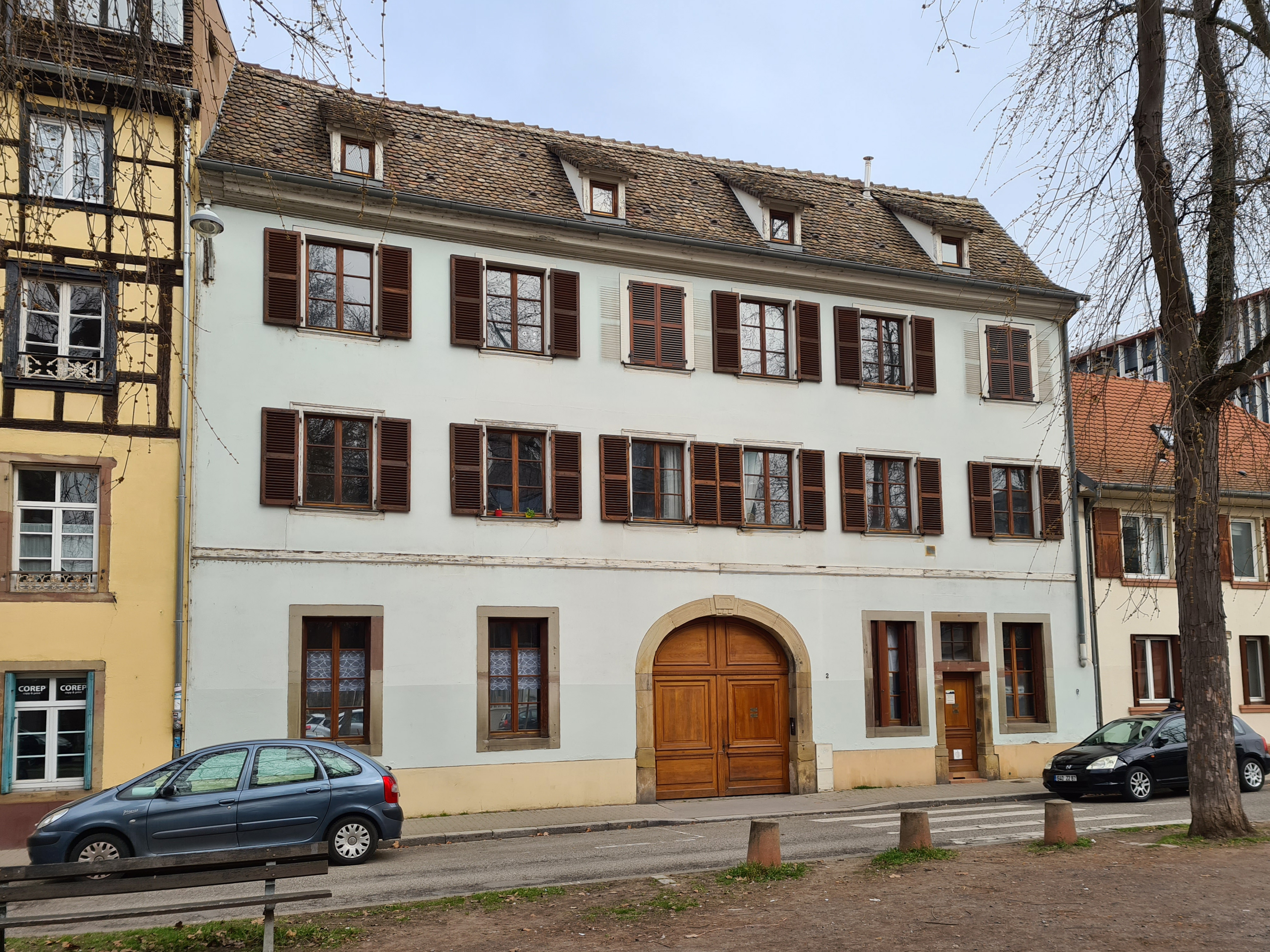
Porte cochère au no 2.
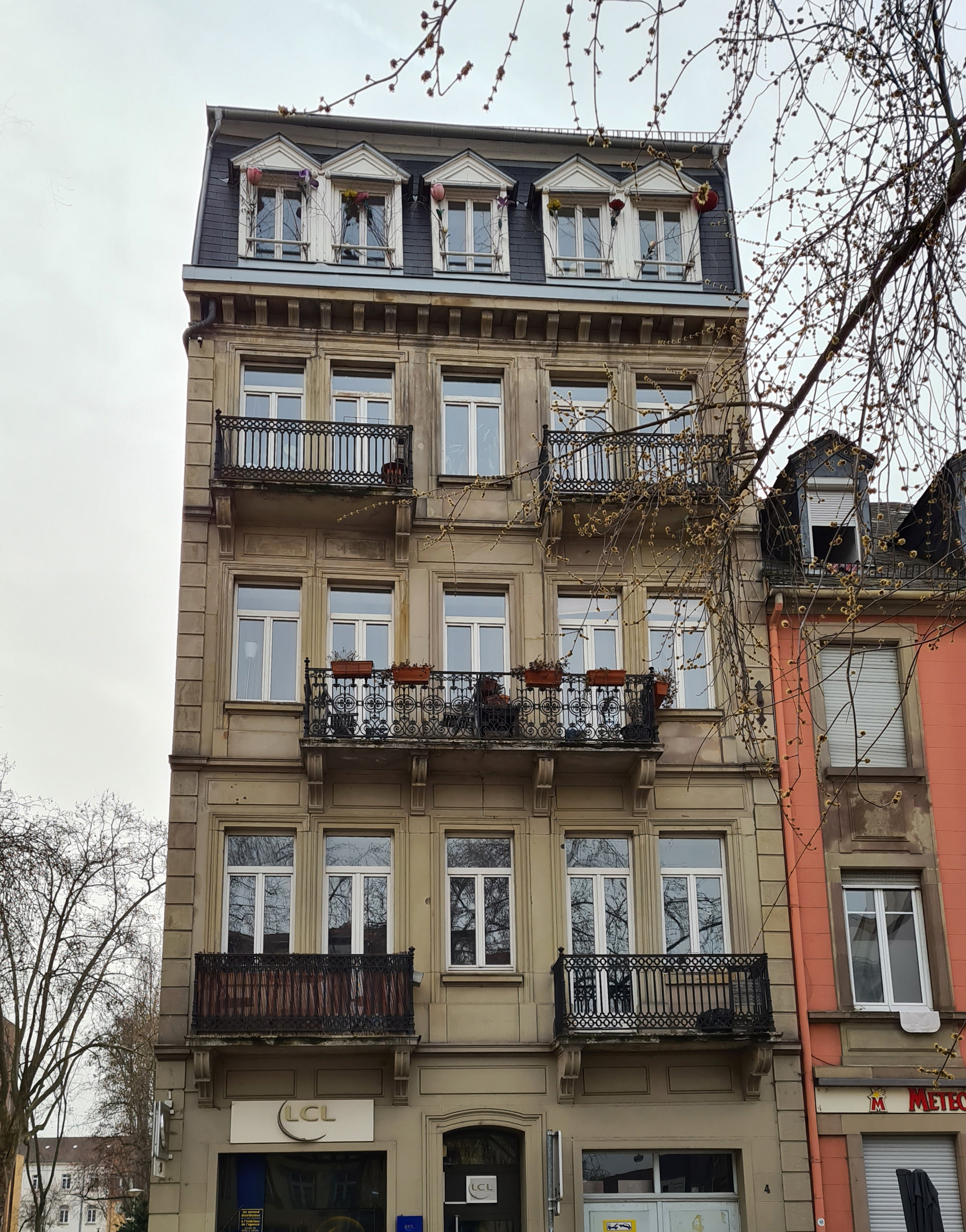
Façade principale du no 4.
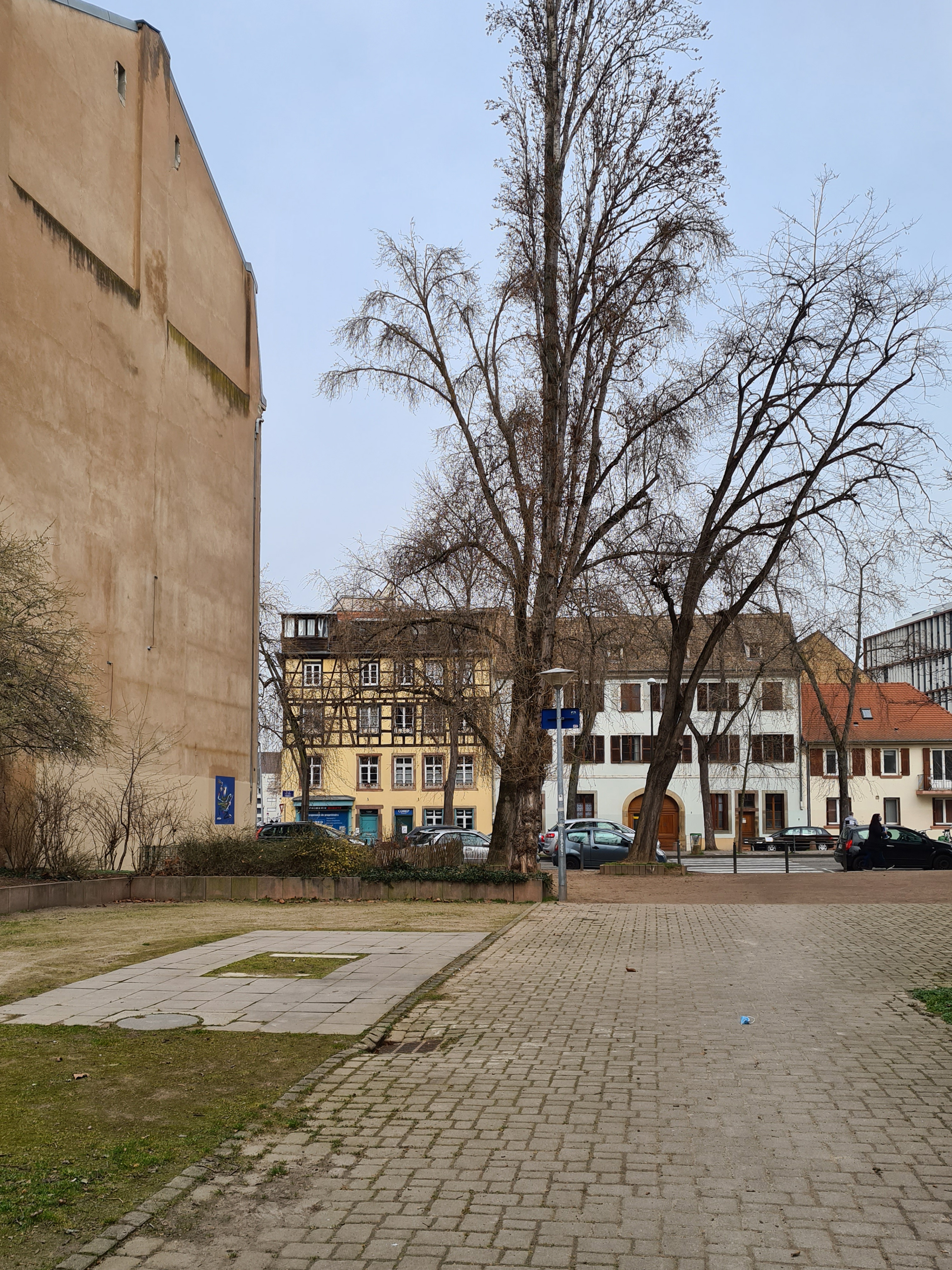
Façade latérale du no 4.
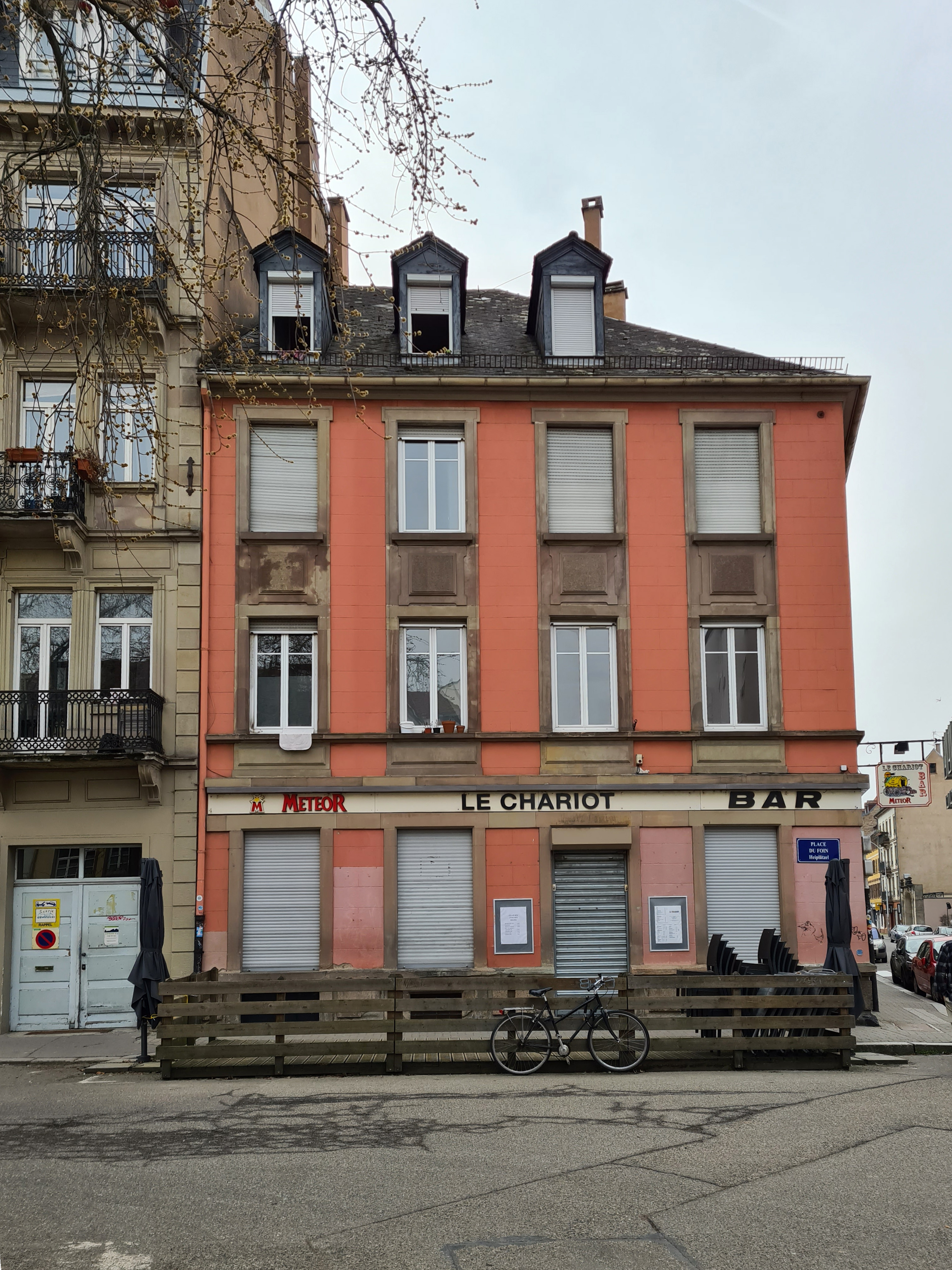
Maison à l'angle de la rue de l'Abreuvoir.

La maison qui forme l'angle avec le no 18 de la rue de l'Abreuvoir a été construite au début du XXe siècle. Elle a abrité un restaurant, puis un débit de boissons, dont l'enseigne, bien connue des étudiants du campus voisin, était « Au Chariot à Foin » (Zuem Strauwaawe).